# 高砂 (さいたま市)
高砂（たかさご）は、埼玉県さいたま市浦和区の町名。現行行政地名は高砂一丁目から高砂四丁目。住居表示実施地区。郵便番号は336-0021。郵便番号は330-0063。

## 地理
さいたま市浦和区の南部、浦和駅の西側に位置する。浦和駅を中心として、埼玉県やさいたま市の中枢機関が集まる。仲町・東仲町・東高砂町・東岸町・岸町・南区別所と隣接する。埼玉県庁や浦和駅に近い市街地である。埼玉県内有数の高級住宅街であり、さいたま市内で住宅地の公示地価が最も高い。
町内の多くの小学生が通学する、町名を由来とするさいたま市立高砂小学校は隣接する岸町にあり、町域内に学校は置かれていない。
埼玉県庁や埼玉県警察、さいたま地方裁判所やさいたま地方検察庁など重要官庁が置かれる。マンションが多く、戸建住居は少ない。
31階建てのエイッペクスタワー浦和など浦和駅西口周辺では再開発が進み、今後もアトレや27階建ての超高層マンションが建設される。東部を旧中山道が南北に貫く高砂は、かつて浦和宿の下町だった。

### 地価
商業地の地価は、2022年（令和4年）1月1日の公示地価によれば、高砂二丁目1-23の地点で149万円/m2となっている（県内5位）。住宅地の地価は、高砂二丁目2-6の地点で101万円/m2となっている。これは県内最高価格である。

## 歴史

### 沿革
- 1868年（慶応4年）6月19日 - 武蔵知県事・山田政則（忍藩士）の管轄となる。
- 1869年（明治2年） 
  - 1月13日 - 武蔵知県事・宮原忠英の管轄区域に大宮県を設置、同県の管轄となる。県庁は東京府馬喰町に置かれる。
  - 9月29日 - 県庁が浦和に置かれ浦和県に改称。浦和県の県庁所在地となる。
- 1871年（明治4年）11月14日 - 浦和県が岩槻県、忍県と合併し、埼玉県庁が置かれる。
- 1883年（明治16年）7月28日 - 上野と熊谷を結ぶ日本鉄道の路線（現在の東北本線）が開業し、同時に町内に浦和駅が設けられる。
- 1937年（昭和12年） - 大字浦和宿の一部から高砂町一丁目 - 五丁目が成立[9]。
- 1965年（昭和40年）7月1日 - 住居表示実施により、高砂町一丁目から四丁目の大部分と仲町二丁目・三丁目、大字別所の各一部から高砂一丁目 - 四丁目が成立[10]（高砂町一丁目から一丁目が、高砂町二丁目と仲町二丁目の一部から二丁目が、高砂町三丁目・四丁目と仲町三丁目、大字別所の各一部から三丁目が、高砂町四丁目と大字別所の各一部から四丁目が成立）。高砂町五丁目は東高砂町となる。
- 1966年（昭和41年） - 埼玉会館の現在の建物が完成する。
- 1976年（昭和51年）12月26日 - 高砂四丁目の埼玉県食品環境衛生ビルで爆発事故が発生、周囲の建物にも被害が及ぶ。通行人ら11人が重軽傷[11]。
- 2001年（平成13年）5月1日 - 浦和市・大宮市・与野市が合併し、さいたま市が発足。同市の町名となる。
- 2003年（平成15年）4月1日 - さいたま市が政令指定都市に移行し、同市浦和区の町名となる。

## 世帯数と人口
2017年（平成29年）9月1日時点の世帯数と人口は以下の通りである。
| 丁目       | 世帯数    | 人口    |
| ---------- | --------- | ------- |
| 高砂一丁目 | 229世帯   | 540人   |
| 高砂二丁目 | 378世帯   | 793人   |
| 高砂三丁目 | 458世帯   | 1,076人 |
| 高砂四丁目 | 817世帯   | 1,712人 |
| 計         | 1,882世帯 | 4,121人 |

## 小・中学校の学区
市立小・中学校に通う場合、学区（校区）は以下の通りとなる。
| 丁目       | 番地                  | 小学校                     | 中学校                 |
| ---------- | --------------------- | -------------------------- | ---------------------- |
| 高砂一丁目 | 全域                  | さいたま市立高砂小学校     | さいたま市立岸中学校   |
| 高砂二丁目 | 1番 6 - 8番 12 - 13番 | さいたま市立高砂小学校     | さいたま市立岸中学校   |
| 高砂二丁目 | その他                | さいたま市立岸町小学校     | さいたま市立白幡中学校 |
| 高砂三丁目 | 全域                  | さいたま市立岸町小学校     | さいたま市立白幡中学校 |
| 高砂四丁目 | 全域                  | さいたま市立浦和別所小学校 | さいたま市立白幡中学校 |

## 交通

### 鉄道
- JR  京浜東北線、 宇都宮線・高崎線、 湘南新宿ライン - 浦和駅

### 道路
- 国道17号（中山道）
- 国道463号（旧中山道・県庁通り・中山道）
- 埼玉県道213号曲本さいたま線（旧中山道）
- 埼玉県道65号さいたま幸手線（旧中山道） - 町内は全区間国道463号と重複
- 埼玉県道34号さいたま草加線（県庁通り）
- 埼玉県道・東京都道40号さいたま東村山線（志木街道）
- 田島大牧線
- さくら草通り - コルソから埼玉会館まで続く歩行者専用道路。旧中山道から東は1883年（明治16年）に浦和駅が開設された際に開通した道路で、停車場通りと呼ばれていた。その後郵便局通りなどの名前に変わった。西口駅前再開発の一環で街路樹などが整備され、歩行者専用道路となった。

### バス
- 国際興業バス
  - 浦和駅西口 - 田島団地線（浦10） - 浦和駅西口、県庁通り、埼玉会館、県庁前
  - 浦和駅西口 - 常盤四丁目〜桜区役所線（浦12） - 浦和駅西口
  - 浦和駅西口 - 市役所〜桜区役所線（浦12-2） - 同上
  - 浦和駅西口 - 常盤四丁目〜大久保浄水場線（浦13） - 同上
  - 浦和駅西口 - 下大久保線（浦13-2） - 同上
  - 浦和駅西口 - 市役所〜大久保浄水場線（浦13-3） - 同上
  - 浦和駅西口 - 中浦和駅〜桜区役所線（浦11） - 浦和駅西口、県庁通り、埼玉会館、県庁前
  - 浦和駅西口 - 志木駅東口線（志01） - 同上
  - 浦和駅西口 - 西浦和車庫線（浦11-2） - 同上
  - 浦和駅西口 - 蕨駅西口線（浦19-2） - 同上
  - 浦和駅西口 - 戸田車庫線(浦81） - 同上
  - 浦和駅西口 - 北浦和駅西口線（浦14） - 浦和駅西口、県庁通り、埼玉会館、県庁前、県庁裏、労金会館、市役所南口
- 東武バス
  - 浦和駅西口 - さいたま市立病院・宮下・東新井団地線（浦31、岩04、岩05） - 浦和駅西口（4番のりば）

### カーシェアリング付き駐車場
- タイムズ埼玉県庁西（高砂三丁目）[注 1]

## 施設

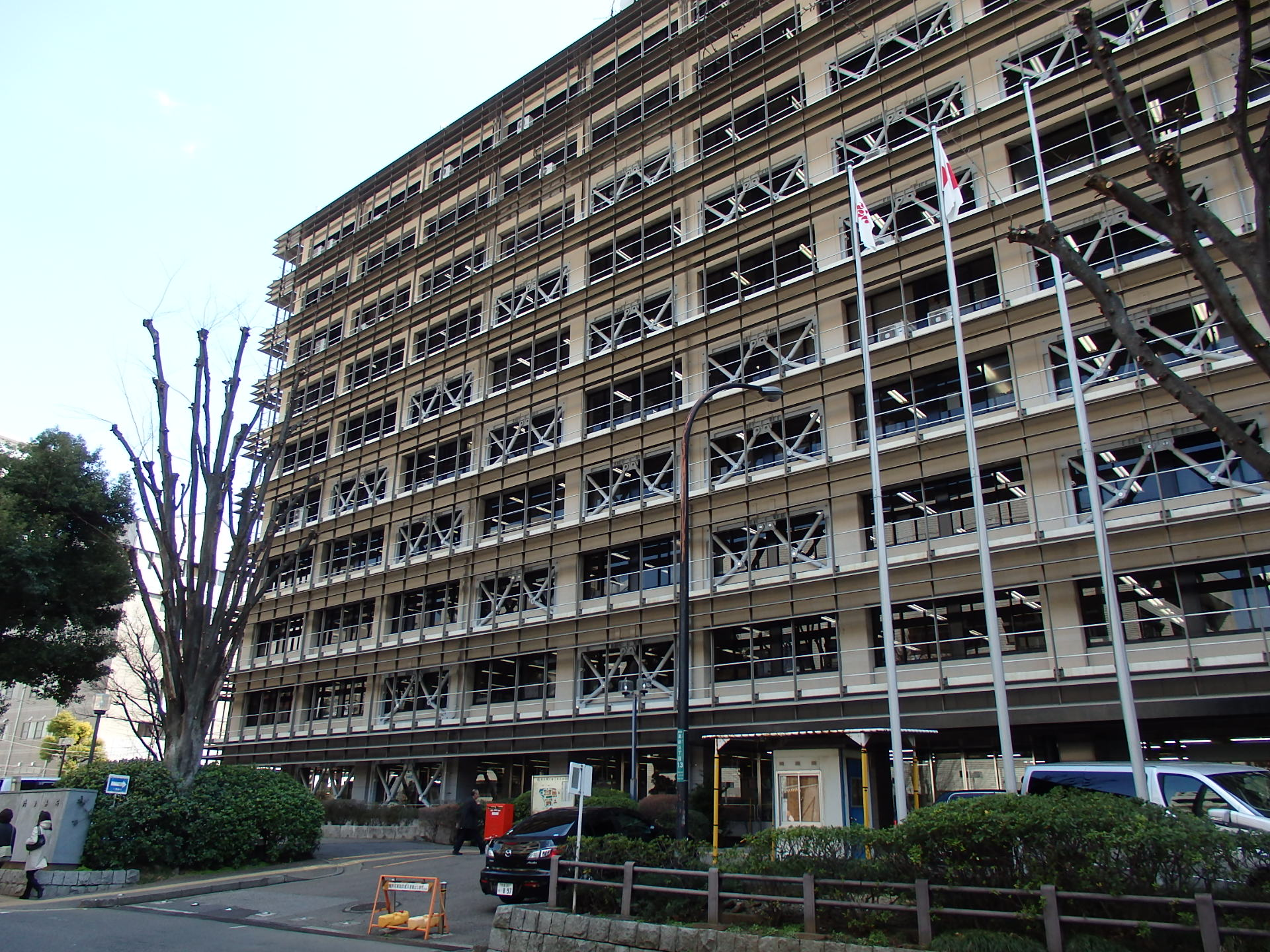
埼玉県警察本部

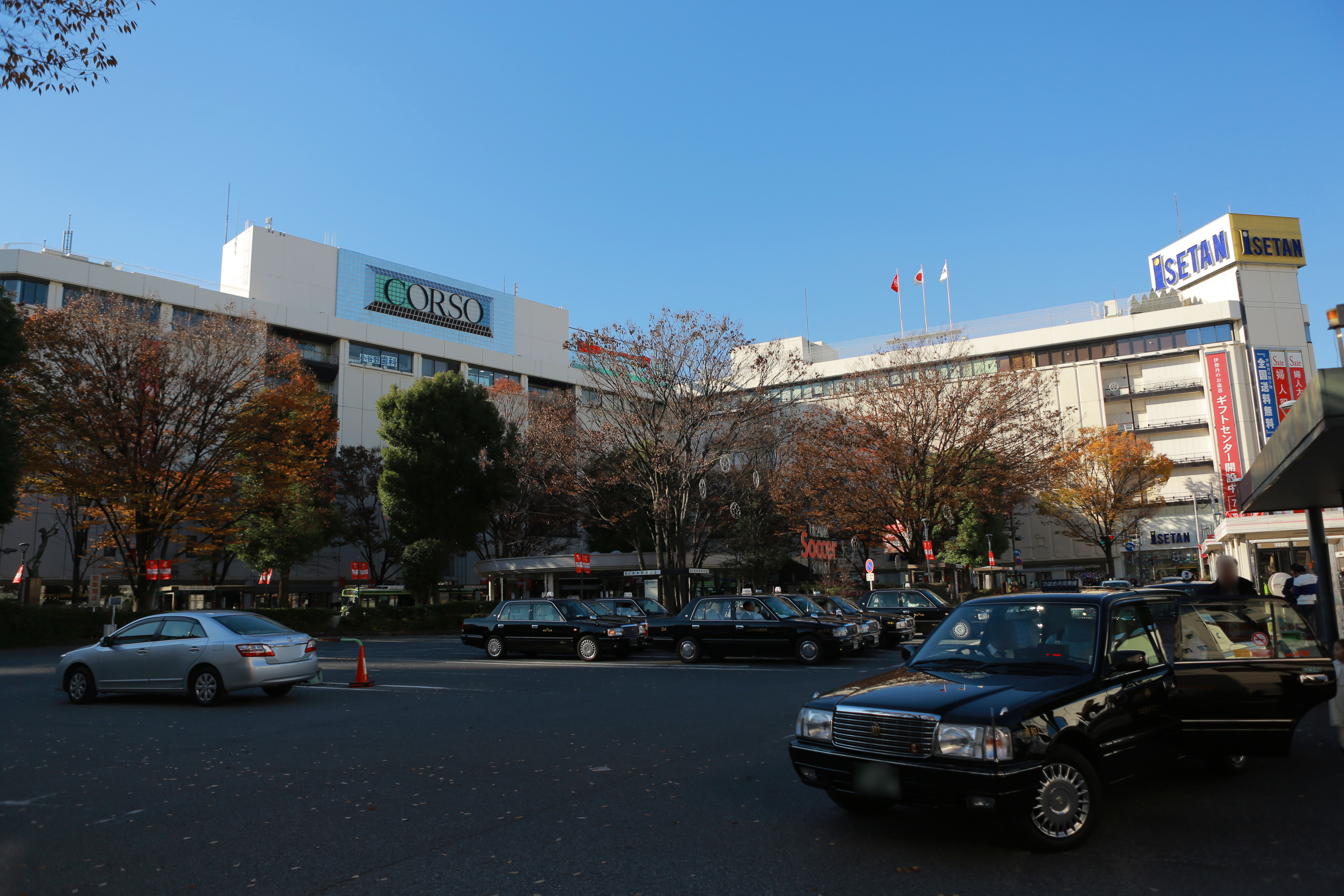
伊勢丹浦和店・浦和コルソ

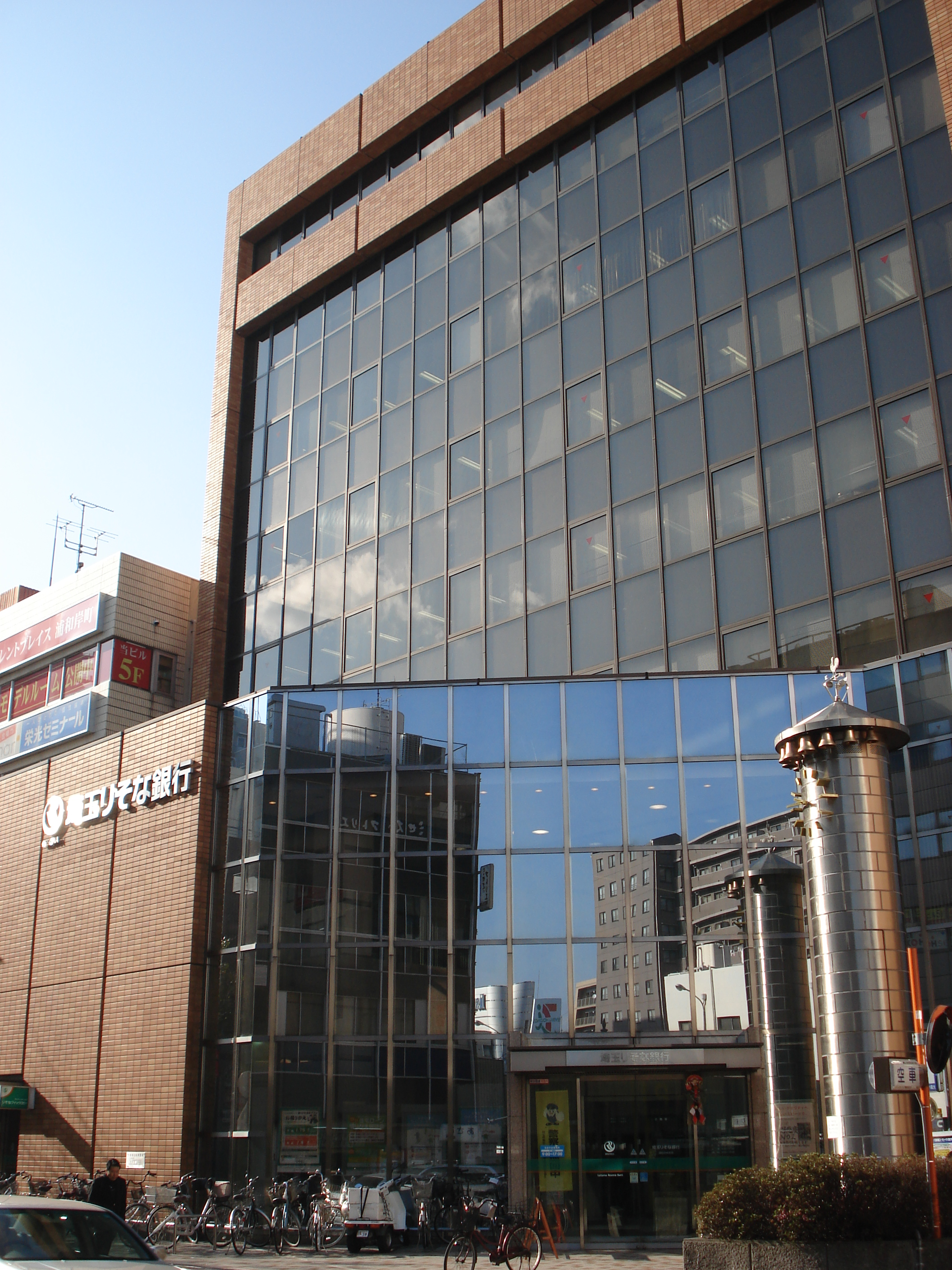
武州銀行本店跡地に建つ埼玉りそな銀行浦和中央支店

さいたま商工会議所

シティハウス浦和高砂

地区は浦和駅前に位置するため、数多くの商業施設や民間施設が立地する。
公共
- 埼玉県庁
- 埼玉県議会議事堂
- 埼玉県教育委員会
- 埼玉県警察本部
- 埼玉県公安委員会
- 法務省さいたま地方法務局浦和公証センター
- 法務省さいたま公安調査事務所
- 厚生労働省関東信越厚生局指導監査課（朝日生命浦和ビル）
- 財務省東京税関埼玉方面事務所
- 警察庁関東管区警察局埼玉県情報通信部
- さいたま地方裁判所
- さいたま地方検察庁
- さいたま少年鑑別所
- さいたま拘置支所
- 埼玉県企業局
- 県営競技事務所
- 埼玉県労働相談センター
- 埼玉会館
- さいたま商工会議所会館
- 埼玉県立文書館
- 浦和観光案内所
- 浦和駅市民の窓口
- 埼玉県交通会館
- 浦和中央公園

商業
- 浦和コルソ
- アトレ浦和
- 伊勢丹浦和店
- 浦和ワシントンホテル
- 菓匠花見本店

金融・保険
- 浦和中郵便局
- SMBC信託銀行浦和支店
- 埼玉りそな銀行浦和中央支店
- 三菱UFJ銀行浦和支店
- 三菱UFJ信託銀行浦和支店
- 三井住友信託銀行浦和支店
- みずほ信託銀行浦和支店
- 野村証券浦和支店
- SMBC日興証券浦和支店
- 大和証券浦和支店
- むさし証券浦和支店
- 中央労働金庫さいたま支店・埼玉県本部
- あすか信用組合浦和支店
- 朝日生命さいたま支社浦和営業部
- 明治安田生命浦和ビル（明治安田生命さいたま支社）
- アクサ生命埼玉支社
- 太陽生命浦和ビル

その他
- テレビ朝日さいたま支局
- 産経新聞社さいたま総局
- 日本経済新聞社さいたま支局
- 東京新聞社さいたま支局
- 自由民主党埼玉県支部
- さいたまアートステーション
- 労働者健康福祉機構 埼玉産業保健推進センター
- 自治労埼玉県本部
- 日本不動産研究所関東支社
- 埼玉県信用農業協同組合連合会
- 埼玉建設会館
- 埼玉司法書士会館
- JA全農さいたま高砂ビル
- JA埼玉県信連事務センター
- 埼玉教育会館
- 埼玉衛生会館
- 埼玉農林会館
- 石川病院
- 地方職員共済組合埼玉診療所
- 埼玉県佛教會館
- 埼玉私学会館
- 埼玉土地家屋調査士会会館
- 埼玉弁護士会館
- 埼玉県バス協会
- 埼玉県労働協会
- 埼玉県木材協会
- 埼玉県LPガス協会
- 埼玉県タクシー協会
- 埼玉県ダンプカー協会
- 埼玉県トラック協会 浦和支部
- 日本防災通信協会 埼玉県支部
- 不動産保証協会 埼玉県本部
- 建設業技術者センター 埼玉県支部
- 新日本婦人の会埼玉県本部
- エイペックスタワー浦和
- シティハウス浦和高砂

### 過去の施設
- 埼玉県立浦和図書館（閉館、跡地利用については未定）
- 浦和ヴェルデ東宝 - 映画館